# 玛雅·齐布尔达尼泽
马娅·奇布尔达尼泽（1961年1月17日—），格鲁吉亚国际象棋棋手，第六位女子国际象棋世界冠军。1984年获国际象棋特级大师称号。
奇布尔达尼泽于1978年至1988年间五度获得女子世界冠军头衔。1991年，她在卫冕战中被中国棋手谢军击败。她曾是最年轻的女子世界冠军纪录保持者，这一纪录于2010年被中国棋手侯逸凡打破。此外，她还曾九度获得国际象棋奥林匹克冠军。